# 国际自动控制联合会
国际自动控制联合会（英語：International Federation of Automatic Control，缩写为IFAC）是由自动控制领域的国家会员组织组成的国际联合会，1957年9月12日在法国巴黎成立，根据瑞士法律在瑞士注册登记。现有49个成员。